# Ginglymostomatidae
Los ginglimostomátidos (Ginglymostomatidae) son una familia de elasmobranquios selacimorfos del orden Orectolobiformes que habitan en los fondos marinos de todo el mundo, conocidos como tiburones nodriza. Llegan a medir hasta 4 m de largo y pueden encontrarse en mares tan septentrionales como las costas de Nueva York, en Estados Unidos. Posee tres géneros, con cuatro especies.
La especie más grande es Ginglymostoma cirratum, pudiendo alcanzar una longitud de 430 cm; Nebrius ferrugineus es algo menor, con 320 cm, y Pseudoginglymostoma brevicaudatum es de lejos la más pequeña con 75 cm de largo. La primera de las tres especies puede pesar 110 kg.  De colores amarillentos a pardo oscuro.

## Taxonomía
Según WoRMS:
- Ginglymostoma J. P. Müller & Henle, 1837
  - Ginglymostoma cirratum Bonnaterre, 1788
  - Ginglymostoma unami Del-Moral-Flores, Ramírez-Antonio, Angulo & Pérez-Ponce de León, 2015 [2]
- Nebrius Rüppell, 1837
  - Nebrius ferrugineus Lesson, 1831
- Pseudoginglymostoma Dingerkus, 1986
  - Pseudoginglymostoma brevicaudatum Günther, 1867